# 帕斯圖拉 (新墨西哥州)
帕斯圖拉（英語：Pastura）是位於美國新墨西哥州瓜達盧佩縣的普查規定居民點。

## 人口
根據2020年美國人口普查的數據，帕斯圖拉的面積為0.90平方千米，皆為陸地。當地共有人口17人，而人口密度為每平方千米18.89人。